# Поширеність вживання тютюну
Про поширеність вживання тютюну повідомляє Всесвітня організація охорони здоров’я (ВООЗ), яка зосереджується на курінні сигарет через обмеженість даних про вживання інших тютюнових виробів.  Таким чином, саме куріння сигарет досліджувалося більш детально, ніж будь-який інший вид споживання тютюну. 
Куріння загалом у п’ять разів більш поширене серед чоловіків, ніж серед жінок.   Втім гендерний розрив відрізняється в різних країнах і є меншим у молодших вікових групах.   У розвинених країнах частка курців серед чоловіків досягла максимуму вже кілька десятиріч тому та почала знижуватися, а також почала стабілізуватися або знижуватися серед жінок.  У англомовних країнах поширеність куріння найбільш інтенсивно знижувалася до середини 1990-х років завдяки запровадженню заходів контролю над тютюном. Однак кількість курців у світі зросла з 721 мільйона в 1980 році до 967 мільйонів у 2012 році, а кількість викурених сигарет збільшилася з 4,96 трильйона до 6,25 трильйона через зростання населення. 
У західних країнах куріння більш поширене серед груп населення з проблемами психічного здоров’я, тих, хто залежний від алкоголю і наркотиків, серед злочинців і серед бездомних.  У 2002 році близько 20% підлітків (віком 13-15 років) були курцями в усьому світі. Щодня від 80 000 до 100 000 дітей починали курити. Прогнозувалося, що половина тих, хто починає курити в підлітковому віці, продовжуватимуть курити протягом 15-20 років. 
Однією з задач 3-ї цілі сталого розвитку ООН (яку заплановано досягнути до 2030 року) є «Посилення впровадження Рамкової конвенції Всесвітньої організації охорони здоров’я про боротьбу проти тютюну в усіх країнах, у відповідних випадках». Індикатором прогресу у досягненні цієї мети є поширеність вживання тютюну. 

## Вступ
ВООЗ стверджує, що «велика частина тягаря хвороб і передчасної смертності, пов’язаних із вживанням тютюну, непропорційно припадає на бідних». З 1,22 мільярда курців один мільярд живе в країнах, що розвиваються, або в країнах з перехідною економікою. У розвинених країнах рівень куріння вийшов на плато або знизився.  У країнах, що розвиваються, споживання тютюну зростало на 3,4% на рік, за оцінками 2002 року 
У 2004 році ВООЗ прогнозувала 58,8 мільйона смертей на рік у всьому світі, з яких 5,4 мільйона можуть бути пов’язані з курінням, а станом на 2007 рік – 4,9 мільйона.  Станом на 2002 рік 70% пов'язаних із тютюном смертей припадає на країни, що розвиваються. 
Одним з завдань 3-ї цілі сталого розвитку ООН (яку треба досягти до 2030 року) є «Посилення виконання Рамкової конвенції Всесвітньої організації охорони здоров’я про боротьбу проти тютюну в усіх країнах, з урахуванням відповідних умов». Показник, який використовується для вимірювання прогресу, це «стандартизована за віком поширеність теперішнього вживання тютюну серед осіб віком 15 років і старших». 

## У світі в цілому
Поширеність вживання тютюну (% дорослих) у всьому світі 

## Країни

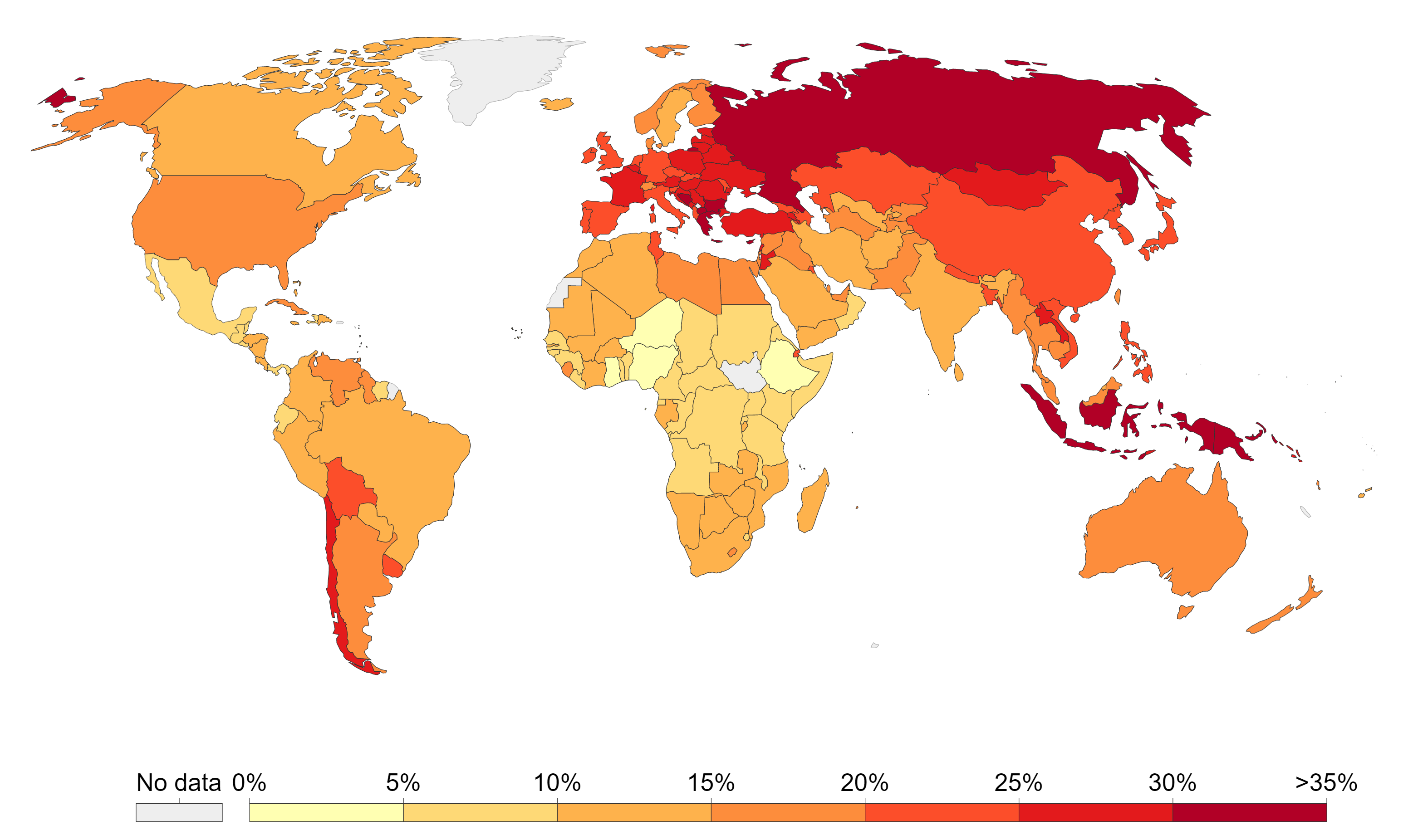
Поширеність щоденного куріння у 2012 році

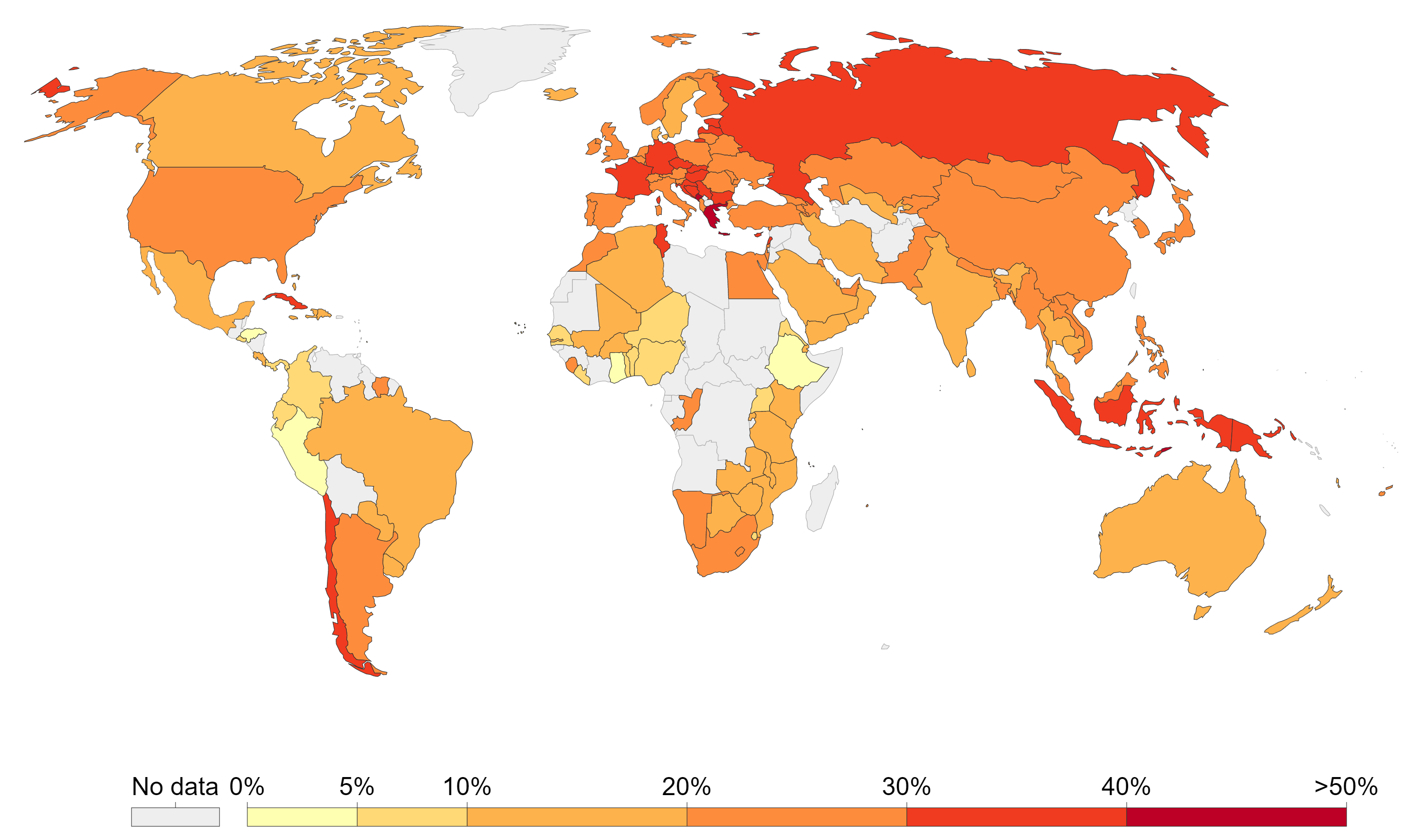
Частка дорослих, які курять будь-який тютюновий виріб щодня або не щодня, у 2016 р.

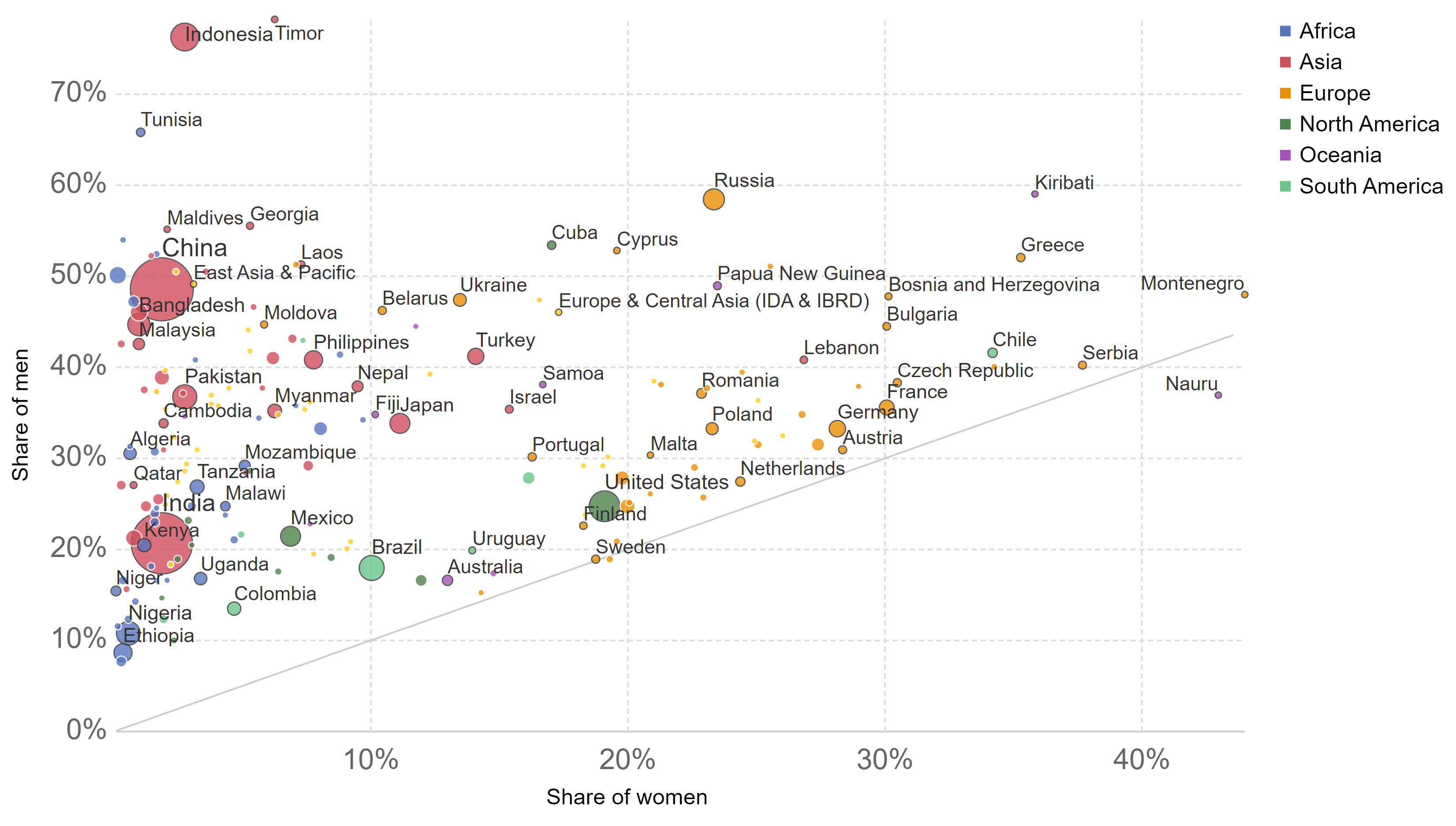
Частка чоловіків порівняно із жінками, які курили у 2016 році.

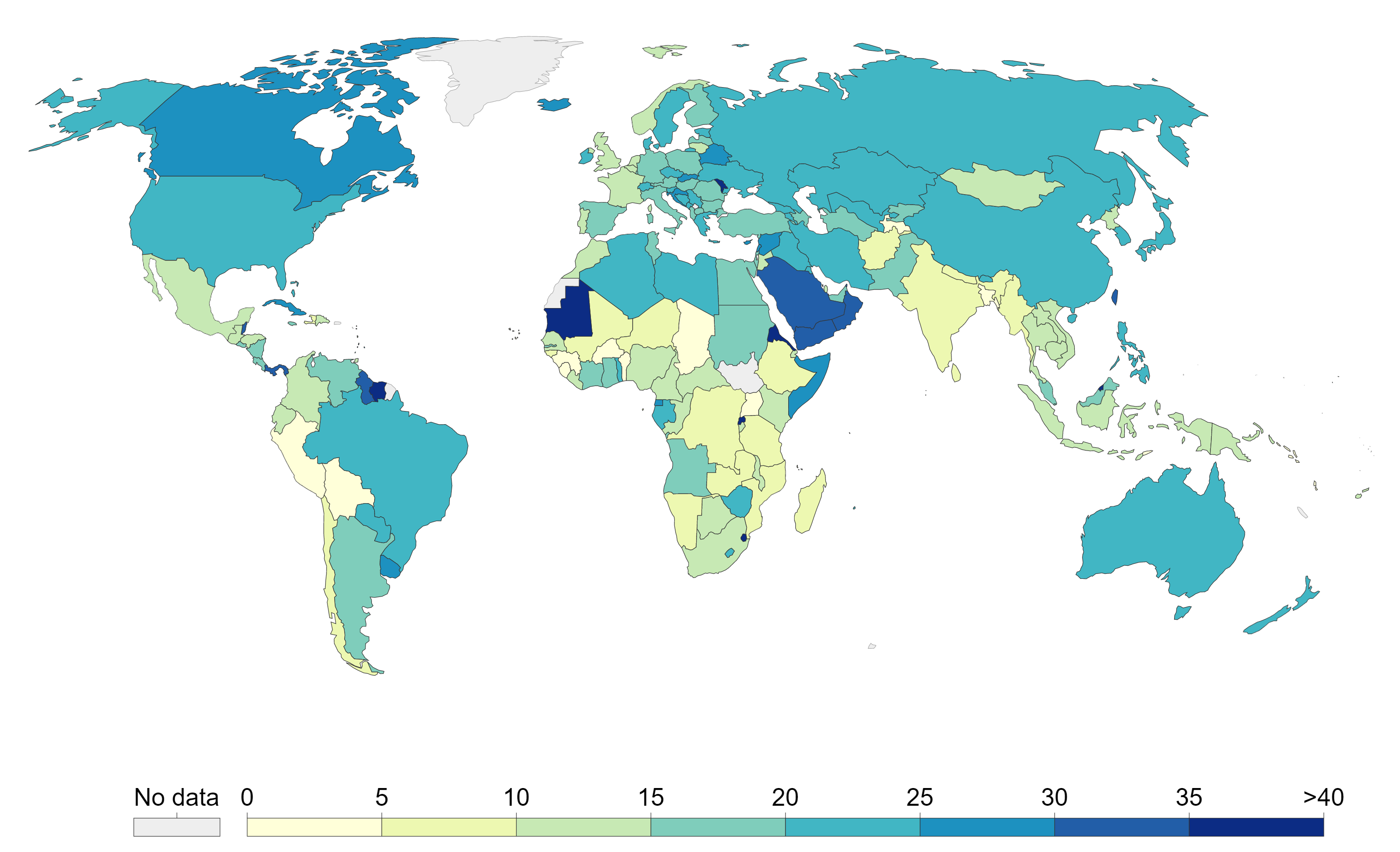
Споживання сигарет на одного курця на день у 2012 році.

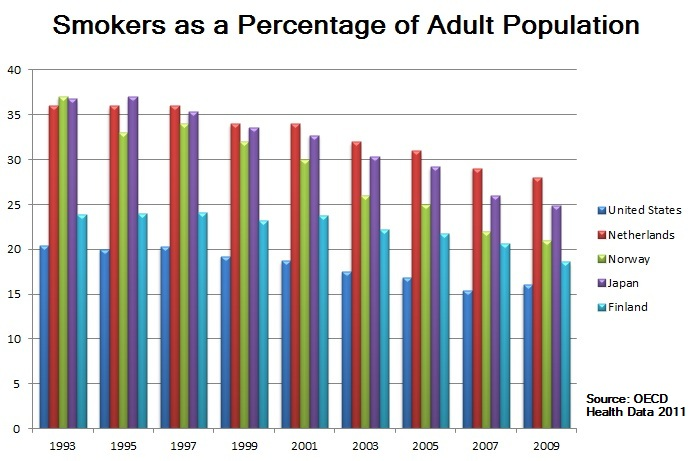
Відсоток дорослих людей, які курили у Фінляндії, Норвегії, США, Японії та Нідерландах у 2011 році

Нижче наведено список країн із відсотками стандартизованої за віком поширеності куріння тютюну серед осіб віком від 15 років, що оприлюднено Всесвітньою організацією охорони здоров’я. 
| Country                  | 2000 | 2020 |
| ------------------------ | ---- | ---- |
| Афганістан               | 36.9 | 23.3 |
| Албанія                  | 35   | 22.4 |
| Алжир                    | 22.2 | 21   |
| Андорра                  | 35.9 | 31.8 |
| Аргентина                | 34   | 24.5 |
| Вірменія                 | 32   | 25.5 |
| Австралія                | 24.4 | 13.6 |
| Австрія                  | 52.3 | 26.4 |
| Азербайджан              | 28.7 | 24   |
| Багамські Острови        | 10.7 | 10.6 |
| Бахрейн                  | 22.2 | 14.9 |
| Бангладеш                | 57.6 | 34.7 |
| Барбадос                 | 10.2 | 8.5  |
| Білорусь                 | 41.8 | 30.5 |
| Бельгія                  | 33.4 | 23.4 |
| Беліз                    | 15   | 8.5  |
| Бенін                    | 16.7 | 6.9  |
| Болівія                  | 32.1 | 12.7 |
| Боснія і Герцеговина     | 46.6 | 35   |
| Ботсвана                 | 33.2 | 19.4 |
| Бразилія                 | 23.8 | 12.8 |
| Бруней                   | 16.7 | 16.2 |
| Болгарія                 | 47.5 | 39   |
| Буркіна-Фасо             | 29.8 | 14.3 |
| Бурунді                  | 24   | 11.8 |
| Кабо-Верде               | 20.6 | 11.4 |
| Камбоджа                 | 42.3 | 21.1 |
| Камерун                  | 12.8 | 7.3  |
| Канада                   | 28.4 | 13   |
| Чад                      | 13.9 | 8.3  |
| Чилі                     | 46.9 | 29.2 |
| КНР                      | 26.7 | 25.6 |
| Колумбія                 | 15.1 | 8.5  |
| Коморські Острови        | 39.5 | 20.3 |
| Республіка Конго         | 11.9 | 14.5 |
| Острови Кука             | 44.3 | 24   |
| Коста-Рика               | 18   | 8.8  |
| Кот-д'Івуар              | 18.7 | 9.4  |
| Хорватія                 | 34.4 | 36.9 |
| Куба                     | 40.8 | 17.9 |
| Кіпр                     | 40.9 | 35.1 |
| Чехія                    | 34.2 | 30.7 |
| Данія                    | 37.3 | 17.5 |
| Домініканська Республіка | 18.7 | 10.6 |
| ДР Конго                 | 18.8 | 12.8 |
| Еквадор                  | 18.4 | 11.3 |
| Єгипет                   | 24.3 | 24.3 |
| Сальвадор                | 15.9 | 7.9  |
| Еритрея                  | 13.3 | 7.5  |
| Естонія                  | 46   | 29.7 |
| Есватіні                 | 12.3 | 9.2  |
| Ефіопія                  | 6.8  | 5.1  |
| Фіджі                    | 32.3 | 23.1 |
| Фінляндія                | 35.7 | 21.6 |
| Франція                  | 34.2 | 33.4 |
| Гамбія                   | 22.5 | 11.1 |
| Грузія                   | 32.8 | 31.7 |
| Німеччина                | 36.4 | 22   |
| Гана                     | 7    | 3.5  |
| Греція                   | 54.9 | 33.5 |
| Гватемала                | 14.3 | 10.9 |
| Гвінея-Бісау             | 18   | 9    |
| Гаяна                    | 30.2 | 12.1 |
| Гаїті                    | 12.3 | 7.7  |
| Угорщина                 | 37.4 | 31.8 |
| Ісландія                 | 30.2 | 12   |
| Індія                    | 54.5 | 27.2 |
| Індонезія                | 35.4 | 37.6 |
| Іран                     | 21.5 | 13.6 |
| Ірак                     | 22   | 18.5 |
| Ірландія                 | 35.6 | 20.8 |
| Ізраїль                  | 31.7 | 21.2 |
| Італія                   | 26.2 | 23.1 |
| Ямайка                   | 17.4 | 9.4  |
| Японія                   | 33.3 | 20.1 |
| Йорданія                 | 30.7 | 34.8 |
| Казахстан                | 34.2 | 23.2 |
| Кенія                    | 19.3 | 11.1 |
| Кірибаті                 | 68.5 | 40.6 |
| Кувейт                   | 20   | 17.9 |
| Киргизстан               | 31.4 | 25.4 |
| Лаос                     | 52.5 | 31.8 |
| Латвія                   | 43.8 | 37   |
| Ліван                    | 40.2 | 38.2 |
| Лесото                   | 31.1 | 24.3 |
| Ліберія                  | 16.3 | 8.2  |
| Литва                    | 41.4 | 32   |
| Люксембург               | 31   | 21.1 |
| Мадагаскар               | 46.7 | 27.8 |
| Малаві                   | 24.1 | 10.8 |
| Малайзія                 | 29.5 | 22.5 |
| Мальдіви                 | 38.3 | 25.2 |
| Малі                     | 16.3 | 8.3  |
| Мальта                   | 34.3 | 24   |
| Маршаллові Острови       | 28.5 | 28.5 |
| Мавританія               | 21.3 | 10.7 |
| Маврикій                 | 25.5 | 20.2 |
| Мексика                  | 24   | 13.1 |
| Молдова                  | 25.3 | 29   |
| Монголія                 | 34.1 | 29.4 |
| Чорногорія               | 38.7 | 31.4 |
| Марокко                  | 22.5 | 14.5 |
| Мозамбік                 | 29.4 | 14.3 |
| М'янма                   | 66.9 | 44.1 |
| Намібія                  | 25.6 | 15.1 |
| Науру                    | 63.4 | 48.5 |
| Непал                    | 64.5 | 30.4 |
| Нідерланди               | 34.3 | 22.2 |
| Нова Зеландія            | 29.6 | 13.7 |
| Нігер                    | 9.7  | 7.4  |
| Нігерія                  | 9.3  | 3.7  |
| Північна Корея           | 19.8 | 18.8 |
| Норвегія                 | 44   | 16.2 |
| Оман                     | 7.6  | 8    |
| Пакистан                 | 37.5 | 20.2 |
| Палау                    | 26.1 | 17.6 |
| Панама                   | 13.4 | 5    |
| Папуа Нова Гвінея        | 54.1 | 39.3 |
| Парагвай                 | 29.1 | 11.5 |
| Перу                     | 32.9 | 8.1  |
| Філіппіни                | 34.9 | 22.9 |
| Польща                   | 39.6 | 24   |
| Португалія               | 25.7 | 25.4 |
| Катар                    | 13.5 | 11.8 |
| Румунія                  | 35   | 28   |
| Росія                    | 33.3 | 26.8 |
| Руанда                   | 24.8 | 13.7 |
| Самоа                    | 39   | 25.3 |
| Сан-Томе і Принсіпі      | 7.8  | 5.7  |
| Саудівська Аравія        | 14.2 | 14.3 |
| Сенегал                  | 14.3 | 6.9  |
| Сербія                   | 45.1 | 39.8 |
| Сейшельські Острови      | 28.7 | 20.2 |
| Сьєрра-Леоне             | 43.7 | 13.5 |
| Сінгапур                 | 16.4 | 16.5 |
| Словаччина               | 32   | 31.5 |
| Словенія                 | 25.1 | 22   |
| Соломонові Острови       | 43.5 | 36.5 |
| ПАР                      | 23.5 | 20.3 |
| Південна Корея           | 28.5 | 17.4 |
| Іспанія                  | 36.8 | 27.7 |
| Шрі-Ланка                | 28.5 | 22   |
| Швеція                   | 43.8 | 24   |
| Швейцарія                | 28.3 | 25.5 |
| Танзанія                 | 27.8 | 8.7  |
| Таїланд                  | 31.7 | 22.1 |
| Східний Тимор            | 53.5 | 39.2 |
| Того                     | 14.4 | 6.8  |
| Тонга                    | 33.5 | 31   |
| Туніс                    | 34.3 | 24.6 |
| Туреччина                | 32.9 | 30.7 |
| Туркменістан             | 12   | 5.5  |
| Тувалу                   | 48.8 | 35.6 |
| Уганда                   | 24.7 | 8.4  |
| Україна                  | 37.7 | 25.8 |
| ОАЕ                      | 19.4 | 18.2 |
| Велика Британія          | 37.9 | 15.4 |
| США                      | 33.8 | 23   |
| Уругвай                  | 35.3 | 21.5 |
| Узбекистан               | 24.9 | 17.6 |
| Вануату                  | 25.6 | 17.8 |
| В'єтнам                  | 29.8 | 24.8 |
| Ємен                     | 27.3 | 20.3 |
| Замбія                   | 19.9 | 14.4 |
| Зімбабве                 | 21   | 11.7 |

### Австралія
У 20 столітті куріння було поширеним явищем. Були соціальні заходи, такі як вечірка куріння, які сприяли формуванню поведінки курців. В Австралії частка курців зменшується, за даними Опитування щодо здоров’я мешканців Австралії за 2011-12 рр., 18% населення були курцями , порівняно з 28% у 1989–1990 роках. 
Серед корінного населення показник був набагато вищим: у 2007–2008 роках 50% чоловіків і 44% жінок повідомили, що вважать себе курцями. 
Найбільш схильними до куріння зазвичай є люди віком від 25 до 34 років (24%), причому у 2011–2012 роках рівень куріння помітно знизився. 
За даними досліджень, проведених у 2007–2008 рр., поширеність куріння була тісно пов’язана з соціально-економічними труднощами: більша частка чоловіків (33%) і жінок (26%) були курцями серед людей, які живуть у найбільш занедбаних 20% районах, порівняно з тими, хто живе у 20% найкращих територій (12% і 11% відповідно). 
У 2016 році поширеність щоденного куріння становила менше ніж 13%. 

### Канада
У грудні 2002 року Статистичне управління Канади оприлюднило звіт про поширеність куріння серед мешканців Канади з 1985 по 2001 рік. У цьому звіті вони повідомили, що з 1985 по 1991 рік частка теперішніх курців, до яких відносять щоденних та нещоденних курців, загалом знизилася для обох статей і всіх вікових груп, за винятком осіб віком від 15 до 24 років. Ще більш суттєве зниження спостерігалося з 1991 по 2001 рік. Хоча поширеність теперішнього куріння серед молоді не змінилася суттєво з 1985 по 1994–1995 роки, спостерігалося значне зниження, а саме на 6 відсоткових пунктів з 1994–1995 по 2001 рік (з 28,5% до 22,5%). 
У провінціях Ньюфаундленд і Лабрадор, Нова Шотландія, Квебек, Онтаріо, Саскачеван, Альберта та Британська Колумбія зазнали найбільшого зниження поширеності теперішнього куріння починаючи з 1994-1995 років. Усі канадські провінції зазнали певного зниження поширеності куріння протягом усього періоду з 1985 по 2001 рік. Зменшення поширеності щоденного куріння відбулося для обох статей і всіх вікових груп протягом усього 17-річного періоду, хоча поширеність куріння серед молодших груп почала істотно знижуватися лише в середині 1990-х років. 
Загалом щодо щоденного споживання сигарет на одного курця, 2001 року стала значно нижчою частка курців, які викурювали 26 або більше сигарет щодня, порівняно з 1985 роком (14,0% до 5,8%). Найбільша кількість скорочень кількості сигарет на день у різних статевих і вікових групах відбулася після 1991 року. Водночас серед курців у 2001 році частка курців, що викурювали від 1 до 10 сигарет на день, була значно більшою порівняно з 1985 роком (збільшення від 18,6% до 31,1%). 
Найбільш суттєве зниження поширеності куріння відбулося у Канаді після 1991 року.  Станом на 2008 рік цей показник оцінювався як 18% і він надалі знижувався.  Згідно з опитуванням 2011 року, курцями є 17% канадців. 

### Німеччина
У 2005 році 27% населення Німеччини зазначили себе курцями. 23% були щоденними курцями (28% чоловіків і 19% жінок), тоді як 4% курили не щодня. Найбільший відсоток щоденних курців був у віковій групі 20-24 роки: 38% чоловіків і 30% жінок.  Згідно з дослідженням Білефельдського університету у 2010 році, 9,9% усіх 15-річних підлітків чоловічої статі та 10,8% 15-річних дівчат курили щодня, що було результатом значного зниження протягом попереднього десятиліття. 
Як і в більшості індустріальних країн, рівень поширеності куріння в Німеччині є меншим серед людей більшого рівня освіти.
Порівняльне дослідження 2006 року показало, що 25,1% чоловіків і 20,6% студентів-медиків жіночої статі у Геттінгені курять, тоді як у Лондоні відповідні відсотки становили лише 10,9% і 9,1%. 
У 2012 році Німеччина мала найбільшу кількість автоматів з продажу сигарет на душу населення у світі: 1 на 102,5 людини. 

### Ізраїль
В Ізраїлі у 1994–2004 роках  поширеність куріння серед чоловіків залишалася стабільною на рівні 30%.  Серед жінок поширеність куріння дещо знизилася з 25% у 1998 році до 18% у 2003 році.  Згідно з публікацією 2001 року, серед молоді 14% курили принаймні раз на тиждень. 
У 2005 році дослідження показало, що ізраїльська молодь почала вживати біді та кальян як альтернативні способи вживання тютюну.  Згідно з оцінками, 1990 року в Ізраїлі куріння стало причиною близько 1800 смертей чоловіків на рік, що становило приблизно 12% усіх смертей чоловіків. Встановлено, що куріння не є важливою причиною смерті серед ізраїльських жінок.  Середня кількість викурених сигарет на одного мешканця Ізраїлю становить 2162 на рік. 
Існує кілька чинних законів проти вживання тютюну. Наприклад, реклама заборонена в молодіжних виданнях й на телебаченні та радіо , на додаток до значного збільшення податків на тютюн, хоча 2005 року ціни все ще були одними з найнижчих порівняно з усіма європейськими країнами. Крім того, до 2004 року в Ізраїлі не було мінімального віку для покупки тютюнових виробів;  однак поправка до закону про маркетинг і рекламу тютюнових виробів, яка набула чинності у 2004 році, обмежила продаж тютюну особам старше 18 років 
За даними Центрального статистичного бюро Ізраїлю, рівень куріння серед дорослого населення Ізраїлю у 2009 році становив 20,9%, порівняно з 34% у 2000 році.  Загальнонаціональне опитування Міністерства охорони здоров’я, проведене у 2011 році, показало, що 20,6% населення віком 21 рік і старше були курцями.  Найвищий відсоток курців був серед арабських чоловіків, 44% з яких курили, хоча цей показник знизився з 50% у 1996 році.

### Нова Зеландія
Поширеність куріння сигарет в Новій Зеландії досягло піку в середині 1970-х років, коли 60% населення були курцями. До 2011 року цей відсоток знизився до 20% населення завдяки суворим законам з контролю над тютюном, які є одними з найсуворіших у світі. Однак, попри ці закони, частка курців, за деякими даними, надалі збільшувалася. Споживання тютюну маорі залишається непропорційно високим, хоча протягом останніх років воно зменшилося завдяки інформаційним кампаніям проти куріння на телебаченні, в Інтернеті, радіо та друкованих ЗМІ, спрямованій на маорі. Високий рівень споживання тютюну маорі був описаний багатьма захисниками здоров’я маорі та науковцями як «культурний геноцид».

### Румунія
За даними Міністерства охорони здоров'я Румунії, рівень куріння серед населення зменшився з 36% у 2004 році до 26% у 2011 році  За даними Звіту 2012 року,  34,9% чоловіків курили щодня, у порівнянні з 14,5% жінок, а за попередні 12 місяців 37,8% щоденних курців намагалися відмовитися від куріння принаймні один раз.  Всупереч загальному зниженню поширеності куріння, з 1991 по 2011 рік цей показник серед жінок збільшився майже вдвічі, причому 55% жінок-курців належали до вікової групи 15–34 роки. 

### Іспанія
За даними Національного дослідження здоров’я 2017 року,  22,1% населення старше 15 років курили щодня, 2,3% курили не щодня, 24,9% заявляли, що вони курили в минулому, а 50,7% ніколи не курили. Опитування також показало, що 25,6% чоловіків курили, порівняно з 18,8% жінок. Ряд історичних даних показує, що показник в Іспанії зменшився більш ніж на 10 відсоткових пунктів з 1993 по 2017 рік, з 44% до 25,6% для чоловіків і з 20,8% до 18,8% для жінок. Однак, починаючи з 2014 року, ця тенденція сповільнилася, покращившись лише на 1 відсотковий пункт, з 23% до 22,1%.

### Швеція

Громадяни Швеції віком від 16 років, які щодня вживали снюс або курили тютюн у 2011 році

Перше дослідження куріння у Швеції було проведено в 1946 році; воно показало, що 50% чоловіків і 9% жінок були курцями. У 1977 році 41% чоловіків і 32% жінок були курцями.  До 2011 року щоденне вживання тютюну для куріння знизилося до 12,5% серед чоловіків і до 14,3% серед жінок. Щоденне використання снюсу серед чоловіків старше 15 років становило приблизно 19,4% і лише 3,0% для жінок. 

### Об'єднане Королівство
Дослідження охорони здоров'я в Англії у 2002 році показало, що рівень куріння становить 26%. До 2007 року частка дорослих курців в Англії знизилася на чотири відсоткові пункти до 22%.  У 2015 році повідомлялося, що рівень куріння в Англії знизився до 16,9%, що було рекордно низьким показником.  Поширеність куріння в Англії досягла 14,4% у 2018 році. 
Загалом кількість курців у Великій Британії у 2007 році становила 13,7 мільйона.  У 2007 році поширеність куріння серед найбільш соціально-економічно заможних пацієнтів лікарів загальної практики становила 14%, порівняно з 34% серед найбільш знедолених.  Дані за 2013 рік показують, що частка курців у Великобританії (Великобританія, за винятком Північної Ірландії) зменшилася до 19%. 

### Сполучені Штати

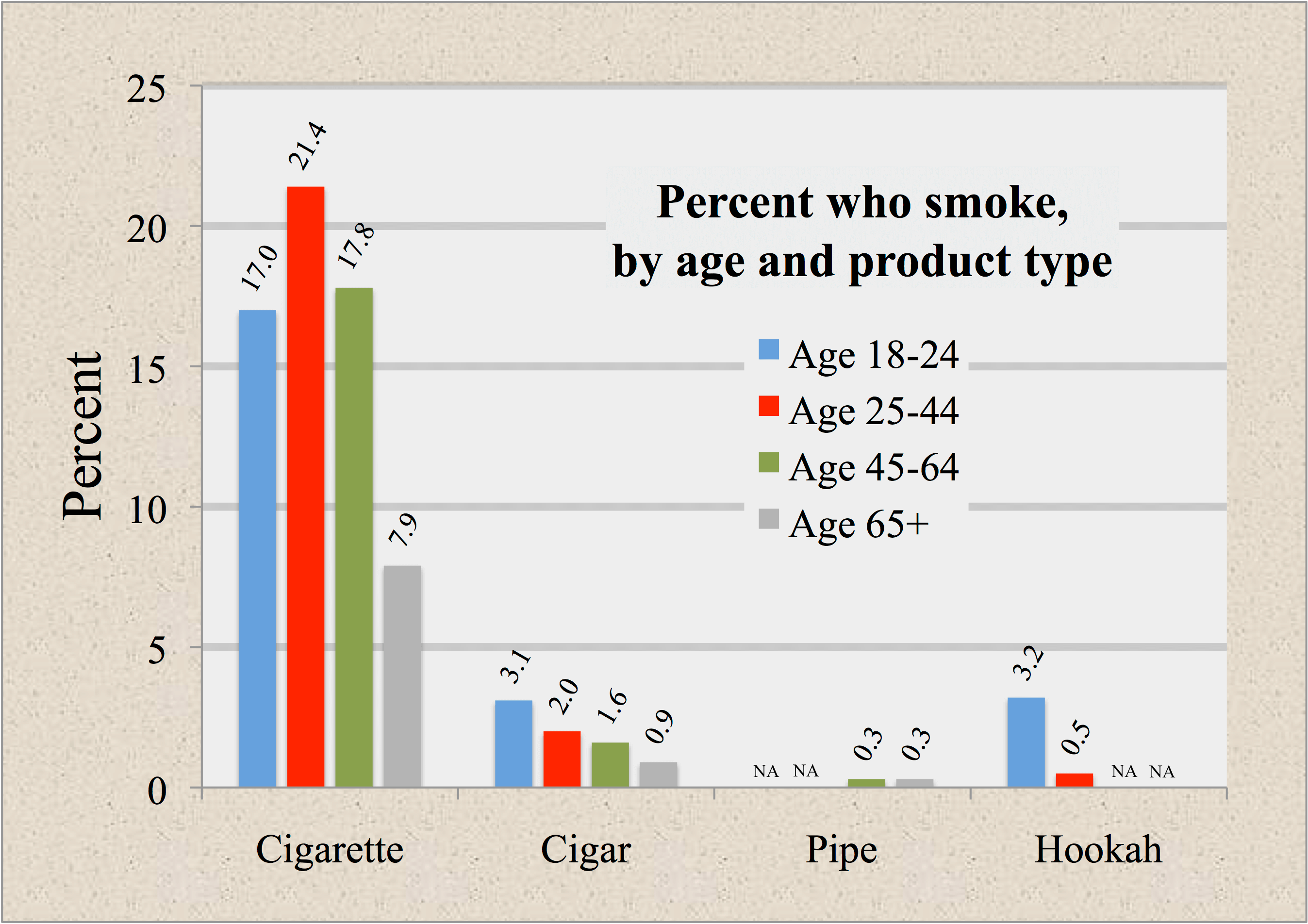
Споживання тютюну дорослими за віком (опитування 2013-2014 роки).

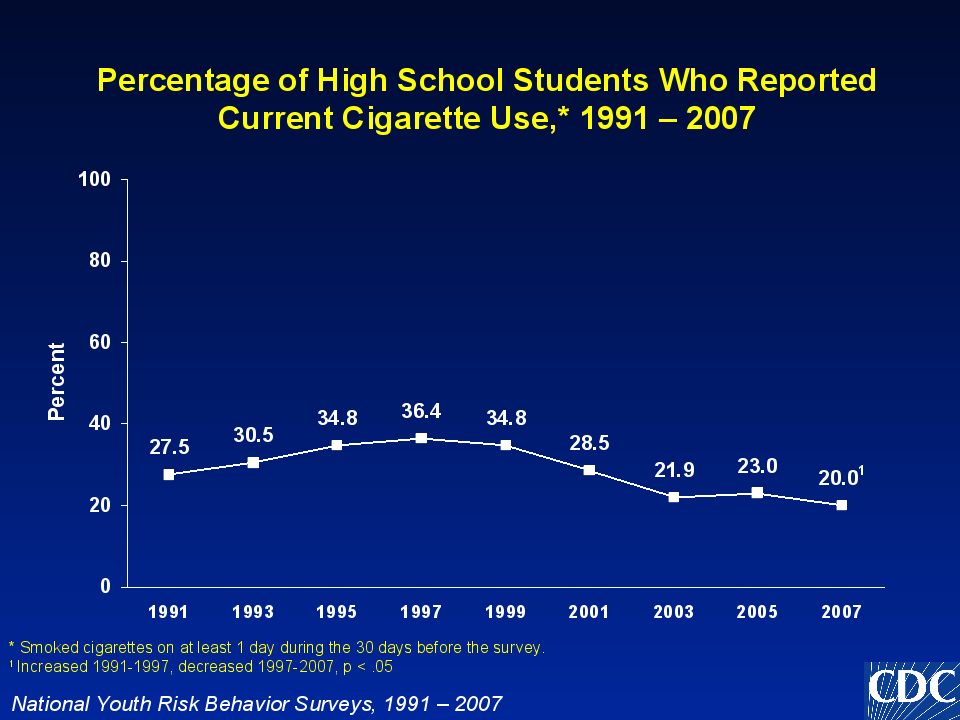
Вживання сигарет старшокласниками (1991–2007)

У 2005 році 23,9% чоловіків і 18,1% жінок були курцями. Серед расових і етнічних груп корінні американці та корінні жителі Аляски мали найвищу поширеність куріння – 32,0%, за ними йшли неіспаномовні білі – 21,9%, і неіспаномовні чорні – 21,5%. Найнижчі показники мали латиноамериканці (16,2%) та азійці (13,3%). Виходячи з рівня освіти, найвищий відсоток курців серед дорослих спостерігали серед тих, хто отримав диплом про загальний освітній розвиток (GED) – 43,2%, і ті, хто має освіту 9–11 років – 32,6%. Поширеність куріння загалом була меншою серед тих з вищим рівнем освіти. Поширеність куріння була вищою серед двох вікових груп: дорослі віком 18–24 роки мали поширеність куріння 24,4%, а 25–44 роки – 24,1%. 
Поширеність теперішнього куріння була вищою серед дорослих, які живуть за межею бідності, – 29,9%, ніж серед тих, хто перебуває на межі бідності або вище – 20,6%. 
У листопаді 2015 року Центри з контролю та профілактики захворювань в результаті опитування американців зазначили у своїй доповіді: «Відсоток дорослих США, які курять сигарети, знизився з 20,9% у 2005 році до 16,8% у 2014 році. Куріння сигарет було значно нижчим у 2014 році (16,8 відсотка), ніж у 2013 році (17,8 відсотка)." Проте дослідники заявили, що вони не впевнені, чи такі продукти, як електронні сигарети, якимось чином допомагають зменшити кількість курців у країні. Щодня в США починають курити близько 4000 неповнолітніх. 
Станом на 2022 рік загалом 11,2% дорослих США (11,7% чоловіків і 10,8% жінок) курять. 

## Дивись також
- Список країн за споживанням сигарет на душу населення

## Зовнішні посилання
- Доповідь ВООЗ про глобальну тютюнову епідемію, 2009 р.: Опитування вживання тютюну серед дорослих у державах-членах ВООЗ
- Серед бідних важко позбутися куріння